# 張白沢
張 白沢（張白澤、ちょう はくたく、生年不詳 - 481年）は、北魏の官僚。本貫は上谷郡沮陽県。

## 経歴
張度（張袞の子）の子として生まれた。11歳のときに母が死去すると、白沢は喪に服して孝行で知られ、太武帝の賞賛を受けた。成長すると、学問を好んで広い分野に通じ、当時の俊才として評価された。文成帝の初年、中散に任じられ、殿中曹給事中に転じた。文成帝の信任を受けて、国政の機密に参与した。
白沢のもとの字は鍾葵といったが、献文帝から白沢の名を賜り、娘を献文帝の後宮に入内させて嬪とした。470年（皇興4年）、柔然の進攻を受けて、献文帝が群臣の意見を求めると、白沢は親征して撃退するよう主張した。雍州刺史として出向し、清廉な統治で知られた。ときに献文帝は、監察の諸官が羊1匹酒1斛でも受け取った場合、重い罰を加えることとしたが、罪状は糾弾された官の軽重によって決めようとした。白沢はその不公平さを指摘して、旧法に拠るよう求めたため、献文帝はその意見を聞き入れて撤回した。
477年（太和元年）、懐州の伊祁・苟初らが反乱を起こし、刺史を殺害しようとした。このため文明太后は1城の民を皆殺しにして報復しようとした。白沢はこれを諫めて、寛大な処置を願い出たため、太后はその意見に従った。白沢は散騎常侍の位を受け、殿中尚書に転じた。
481年（太和5年）、死去した。鎮南将軍・相州刺史の位を追贈され、広平公の位を追封された。諡は簡といった。

## 子女
- 張倫（長子、字は天念、護軍長史・員外常侍、大司農少卿・燕州大中正、後将軍・肆州刺史、大司農卿）
- 張恩（奉朝請、員外郎）

## 伝記資料
- 『魏書』巻24 列伝第12
- 『北史』巻21 列伝第9